# 唐寧街11號
唐寧街11號（英語：11 Downing Street）是第二財政大臣的官邸，但實際上此職位早已由財政大臣所兼任。換言之，它是現任財政大臣蕾切爾·里夫斯的官邸。
不過自1997年起，首相托尼·布萊爾以來，歷任首相均搬入唐寧街11號，原因是唐寧街11號較寬敞。而財政大臣則搬到唐寧街10號。

## 歷史
唐寧街11號與著名的唐寧街10號相連，經過多年改建，兩者的內部也完全打通。唐寧街11號的右邊就是唐寧街12號，是黨鞭的官邸。